# Cilla Black
Cilla Black (Liverpool, 27 mei 1943 – Estepona (Spanje), 1 augustus 2015) was een Brits zangeres en televisiepresentatrice. Ze was de enige vrouwelijke vertegenwoordiger van de Merseybeat die internationale bekendheid verwierf. Ze was vooral bekend van haar hits Anyone Who Had a Heart, You're my world en You've Lost That Lovin' Feelin'. In de jaren 80 en 90 presenteerde ze de televisieprogramma's Blind date en Surprise, surprise voor het Britse ITV.

## Biografie

### Muzikale carrière
Cilla Black werd als Priscilla Maria Veronica White geboren uit een protestantse vader en een rooms-katholieke moeder in Liverpool. In de vroege jaren 60 had ze een parttime baan als bewaker van de garderobe in The Cavern Club, waar The Beatles regelmatig optraden. Zelf klom ze tussen de optredens ook ooit het podium op om te zingen. Zo mocht ze in die jaren met sommige bandjes meezingen. Ook The Beatles waren van haar kwaliteiten onder de indruk en stelden haar voor aan hun manager Brian Epstein. De auditie die ze mocht doen, mislukte. Ze zong het nummer Summertime, maar The Beatles, die haar begeleidden, speelden het nummer te laag voor haar stem. Daarnaast was ze erg nerveus. Op 6 september 1963 nam Epstein haar alsnog onder zijn hoede, nadat hij haar ergens had zien optreden. Priscilla White nam haar artiestennaam aan, nadat ze foutief Cilla Black werd genoemd in het tijdschrift Mersey Beat. Epstein vond die naam goed klinken en ze besloten die naam aan te nemen. Ze kreeg een platencontract bij Parlophone en George Martin produceerde haar debuutsingle Love of the Loved, geschreven door Paul McCartney. Het nummer haalde de 35e plaats in de UK Singles Chart.
In vergelijking met de resultaten van de andere bands onder Epstein, viel het debuut van Black tegen. Voor de opvolger had Epstein uit de Verenigde Staten het nummer Anyone Who Had a Heart van Burt Bacharach gezongen door Dionne Warwick meegebracht. George Martin wilde het aanvankelijk door Shirley Bassey laten zingen, maar Epstein overtuigde hem het aan Black te geven. De single werd een groot succes en bereikte in februari 1964 de eerste plaats in de Britse hitparade. Warwick, wier versie slechts de 42e plaats haalde, was niet te spreken over de cover van Black. Ze vond het een exacte kopie van haar versie en klaagde: "Als ik op de opname had gehoest, had ze het precies nagedaan". Haar derde single You're my world evenaarde het succes van Anyone Who Had a Heart en kwam eind mei op de eerste plaats. Het nummer was een vertaling van Il Mio Mondo van de Italiaanse singer-songwriter Umberto Bindi. Warwick nam als reactie op Black's succes met haar nummer een cover van You're my world op, maar dat werd in de Verenigde Staten niet op single uitgebracht, zodat Black's versie daar de 26e plaats kon halen. You're my world is nadien door nog verschillende artiesten gecoverd, waaronder Guys 'n' Dolls, die er in 1977 een nummer 1-hit in Nederland en Vlaanderen mee hadden. Black zou later meer hits scoren met vertalingen van Italiaanse liedjes. Don't answer me, A fool am I en I only live to love you waren allemaal van Italiaanse origine. Ze sloot het jaar af met de nummer 7-hit It's for you, die net als haar debuutsingle geschreven was door Paul McCartney. Hij begeleidt haar ook op piano in dit nummer in een walsritme.
In 1965 herhaalde Black het trucje van Anyone Who Had a Heart door een grote hit te scoren met een nummer dat zich in de Verenigde Staten al bewezen had. Deze keer deed ze het met You've Lost That Lovin' Feelin' van The Righteous Brothers. Nu moest ze echter het origineel voor laten gaan, want de versie van The Righteous Brothers haalde in februari de eerste plaats. Blacks versie kwam tot plaats 2, waardoor zich de unieke situatie voordeed dat hetzelfde nummer in verschillende versies op plaats 1 en 2 stond in de Britse hitlijst; iets wat later nooit meer is voorgekomen. In 1966 volgden de top 10-hits Love's just a broken heart, Alfie en Don't answer me. Alfie was geschreven door Burt Bacharach en Hal David, nadat Bacharach de Britse film Alfie had gezien. In het Verenigd Koninkrijk werd het lied niet in de film gebruikt, maar in de Amerikaanse uitgave werd het nummer tijdens de aftiteling gezongen door Cher, die er een Amerikaanse hit mee had. Ook Blacks versie haalde de Amerikaanse Billboard Hot 100, maar kwam niet hoger dan de 95e plaats. Deze keer was het Dionne Warwick die de succesvolste versie had, want haar cover kwam tot plaats 15.

### Televisiecarrière
Epstein probeerde in 1967 Black ook aan het werk te krijgen als actrice en presentatrice. Ze kreeg een hoofdrol in de psychedelische komedie Work is a 4-letter word, maar deze film werd zo goed als genegeerd door de critici. Toen Epstein in augustus 1967 overleed aan een overdosis drugs, werd het management overgenomen door Bobby Willis met wie Black sinds 1969 getrouwd was. Haar televisiecarrière werd voortgezet en in 1968 kreeg ze haar eigen televisieprogramma Cilla op de BBC. Van dat programma werden tot 1976 acht seizoenen opgenomen. Op muzikaal gebied wierp dat ook zijn vruchten af, want de door haarzelf gezongen tunes van de programma's haalden ook de hitparade. Het door McCartney geschreven Step Inside Love werd als tune voor de eerste vier seizoenen gebruikt en werd een top 10-hit voor Black. Het jaar nadien volgden nog de top 10-hits Surround yourself with sorrow en Conversations. Toen ze in 1971 met een nieuwe melodie voor haar programma kwam, werd ook dat een dikke hit: Something tells me (something's gonna happen tonight) haalde de 3e plaats. Dit bleek echter de laatst grote hit voor Black. Alleen Baby, we can't go wrong, de tune van het zevende seizoen van Cilla, werd een bescheiden hitje. De singles die ze daarna nog uitbracht haalden de hitparade niet.
Black bleef zich vanaf de jaren 70 richten op haar carrière als televisiepersoonlijkheid. In 1975 kreeg ze op ITV haar 6-delige komedieserie Cilla's comedy six en in 1976 werd dat vervolgd door Cilla's world of comedy. Daarna verdween Black een aantal jaren uit de schijnwerpers, totdat ze in 1984 het televisieprogramma Surprise, surprise, de Britse versie van De surprise show, ging presenteren. Een jaar later werd ze tevens presentatrice van Blind date, vergelijkbaar met het Vlaamse Blind Date en het Nederlandse Op goed geluk. Deze programma's zou ze tot respectievelijk 2001 en 2003 presenteren. Zij trokken erg veel kijkers en één jaar was Black zelfs de hoogstbetaalde presentatrice op de Britse televisie. In 1998 kreeg Black er met The moment of truth nog een derde programma bij, dat liep tot 2001. Ze was ook nog te zien in de populaire Britse sitcom Benidorm in serie 4 aflevering 1 (2011) als zichzelf, waarin ze de villa van Madge heeft overgenomen en daarin swingers Donald en Jacqueline Stewart ontvangt om samen in de jacuzzi te stappen.
In 1993 had Black voor de laatste maal hitparadesucces. Dat jaar kwam haar album Through the years uit, met onder andere duetten met Cliff Richard, Barry Manilow en Dusty Springfield. Het nummer Through the years en het duet Heart and soul met Springfield, werden kleine hits in de UK Singles Chart. In 1999 overleed Blacks echtgenoot en manager Bobby Willis op 57-jarige leeftijd aan longkanker. Sindsdien regelde Black's oudste zoon Robert het management van zijn moeder.
Op 1 augustus 2015 overleed Cilla Black op 72-jarige leeftijd in haar vakantiehuis in de Spaanse provincie Málaga. Een val leidde tot een beroerte, die haar fataal werd. In een aantal persberichten wordt 2 augustus als datum van overlijden aangegeven. Enkele weken later werd op grootse wijze afscheid van haar genomen in Liverpool.

## Discografie

### Singles
| Single met hitnotering(en) in oude hitlijsten | Datum van verschijnen | Datum van binnenkomst | Hoogste positie | Aantal maanden | Opmerkingen | Bron                 |
| --------------------------------------------- | --------------------- | --------------------- | --------------- | -------------- | ----------- | -------------------- |
| Anyone who had a heart                        |                       | jun-1964              | 6               | 1M             |             | Muziekparade Top 30  |
| You're my world                               |                       | 22-8-1964             | 47              | 6              |             | Hitwezen Top 50      |
| You're my world                               |                       | 6-9-1964              | 30              | 1              |             | Muziek Expres Top 15 |
| It's for you                                  |                       | okt-1964              | 27              | 1M             |             | Muziekparade Top 30  |

| Single met eventuele hitnotering(en) in de Nederlandse Top 40 | Datum van verschijnen | Datum van binnenkomst | Hoogste positie | Aantal weken | Opmerkingen |
| ------------------------------------------------------------- | --------------------- | --------------------- | --------------- | ------------ | ----------- |
| You've lost that lovin' feelin'                               |                       | 20-2-1965             | 8               | 7            |             |
| Love's just a broken heart                                    |                       | 26-2-1966             | 39              | 1            |             |
| Surround yourself with sorrow                                 |                       | 22-3-1969             | tip             |              |             |
| Surround yourself with sorrow                                 |                       | 19-3-1969             | tip             |              |             |

### NPO Radio 2 Top 2000
| Nummers met noteringen in de NPO Radio 2 Top 2000 | '99  | '00  | '01  | '02  | '03  | '04  | '05  |
| ------------------------------------------------- | ---- | ---- | ---- | ---- | ---- | ---- | ---- |
| Anyone Who Had a Heart                            | -    | -    | 1880 | 1948 | 1797 | 1812 | 1722 |
| Love's just a broken heart                        | -    | 1784 | -    | -    | -    | -    | -    |
| You're my world                                   | 1847 | -    | -    | -    | 1957 | -    | -    |

1. ↑  Een '-' betekent dat het nummer niet was genoteerd en een vetgedrukt getal geeft de hoogste notering van een nummer aan.
2. ↑  Deze tabel is bijgewerkt tot en met de laatste editie (2024).

## Verfilming
In 2014 werd over haar leven een driedelige televisieserie gemaakt, waarin Sheridan Smith de rol van Cilla Black speelde, hetgeen haar een compliment van Cilla Black opleverde.